# Pierre Gramegna
Pierre Gramegna, né le 22 avril 1958 à Esch-sur-Alzette (Luxembourg), est un diplomate de profession et homme politique luxembourgeois, membre du Parti démocratique (DP). 
Ministre des Finances de 2013 à 2022 sous les gouvernements Bettel I et II, il est directeur général du Mécanisme européen de stabilité depuis le 1er décembre 2022.

## Biographie

### Études et formations
Pierre Gramegna fait ses études secondaires dans la section mathématiques classiques au Lycée de garçons à Esch-sur-Alzette puis poursuit des études en droit et en économie à l'université Panthéon-Assas (Paris II) où il obtient une maîtrise de droit civil en 1981 et une licence de sciences économiques en 1982. Il achève sa formation avec un diplôme d'études approfondies en droit européen. Il est par ailleurs docteur honoris causa de la Sacred Heart University Luxembourg.

### Carrière professionnelle
Diplomate de carrière, Pierre Gramegna entre au ministère des Affaires étrangères en 1983. Il est ensuite nommé conseiller en affaires politiques et économiques auprès de l'ambassade du Luxembourg à Paris en 1988 ; fonction qu'il exerce pendant quatre ans avant d'être nommé consul général et directeur du Board of Economic Development à San Francisco.
De 1996 à 2002, Pierre Gramegna est ambassadeur du Luxembourg au Japon et en Corée du Sud. Il assure ensuite pendant un an la Direction des relations économiques internationales au ministère des Affaires étrangères.
En 2003, Pierre Gramegna accepte le poste de directeur général de la Chambre de commerce ; poste qu'il occupe jusqu'à sa nomination au gouvernement en décembre 2013.
Avant d'entrer au gouvernement, Pierre Gramegna a aussi été membre du conseil d'administration de diverses entreprises, notamment Cargolux Airlines International SA (dont il a été président de 2004 à 2008), la Bourse de Luxembourg, LuxExpo Luxembourg et BGL BNP Paribas Luxembourg SA. Il a également siégé au sein de nombreux comités consultatifs, tels que le Comité consultatif du commerce extérieur, le Comité de développement économique et le Comité national pour la promotion de l'esprit d'entreprise.

### Parcours politique
À la suite des élections législatives du 20 octobre 2013, Pierre Gramegna fait son entrée au gouvernement dirigé par Xavier Bettel comme ministre des Finances en date du 4 décembre 2013. Le gouvernement de coalition comprend le Parti démocratique (DP), le Parti ouvrier socialiste luxembourgeois (LSAP) et Les Verts (déi Gréng).
En tant que ministre des Finances, Pierre Gramegna engage des réformes clés visant à équilibrer le budget et à aligner les décisions fiscales luxembourgeoises sur les normes internationales en matière de transparence. Grâce aux efforts déployés, la notation AAA du Luxembourg est systématiquement confirmée par toutes les principales agences de notation, tandis que le Forum mondial sur la transparence et l'échange de renseignements relève la note du pays à « largement conforme » en 2015. Pierre Gramegna a par ailleurs lancé le Fonds souverain intergénérationnel du Luxembourg, axé sur le bien-être des générations futures, en 2014.
Pierre Gramegna souhaite promouvoir la diversification du centre financier luxembourgeois, en particulier à l'égard des FinTech et de la finance durable. Dans cette perspective, il est à l'origine de la fondation Luxembourg House of Financial Technology (LHoFT). Il s'attache par ailleurs à resserrer les liens bilatéraux avec la Chine dans le secteur financier : depuis son entrée en fonctions, quatre nouvelles banques chinoises ont choisi le Luxembourg comme centre européen.
À la tête du Conseil « Affaires économiques et financières » de l'Union européenne sous la présidence luxembourgeoise, Pierre Gramegna joue un rôle actif dans la conclusion d'accords majeurs relatifs à  la mise en place de l'échange automatique de données sur les décisions fiscales avec les États membres de l'Union européenne ainsi qu'à la titrisation.
Pierre Gramegna attache également une importance particulière au rôle du Luxembourg dans les banques multilatérales de développement. Le Luxembourg a rejoint la Banque africaine de développement en 2014 avant de devenir en 2015 le premier pays non asiatique membre de la Banque asiatique d'investissement pour les infrastructures. En mai 2016, Pierre Gramegna est élu président du Conseil des  gouverneurs de la Banque européenne pour la reconstruction et le développement pour un mandat d'un an. Il siège actuellement au sein du Conseil des gouverneurs de la Banque européenne d'investissement et de celui du Mécanisme européen de stabilité. Il est également gouverneur du Luxembourg auprès du Fonds monétaire international, de la Banque mondiale et de la Banque asiatique de développement.
En juin 2020, il annonce sa candidature à la présidence de l'Eurogroupe. Il s'oppose à la femme politique espagnole Nadia Calviño pour obtenir le mandat qui revient actuellement au portugais Mário Centeno et qui doit arriver à son terme en juillet.
Le 30 novembre 2021, Pierre Gramegna annonce qu'il démissionnera en tant que Ministre des Finances début janvier. Il est remplacé le 5 janvier 2022 par la Maréchale de la Cour Yuriko Backes.

## Décoration
- Commandeur de l'ordre de Mérite du grand-duché de Luxembourg (Luxembourg, 2012)